# Peix falcó d'Earnshaw
El peix falcó d'Earnshaw (Amblycirrhitus earnshawi) és una espècie de peix pertanyent a la família dels cirrítids.

## Descripció
- Pot arribar a fer 6,7 cm de llargària màxima.[5][6]

## Hàbitat
És un peix marí, demersal i de clima tropical que viu entre 0-25 m de fondària.

## Distribució geogràfica
Es troba a l'Atlàntic oriental: l'illa de l'Ascensió.

## Observacions
És inofensiu per als humans.